# Sommarnöje sökes

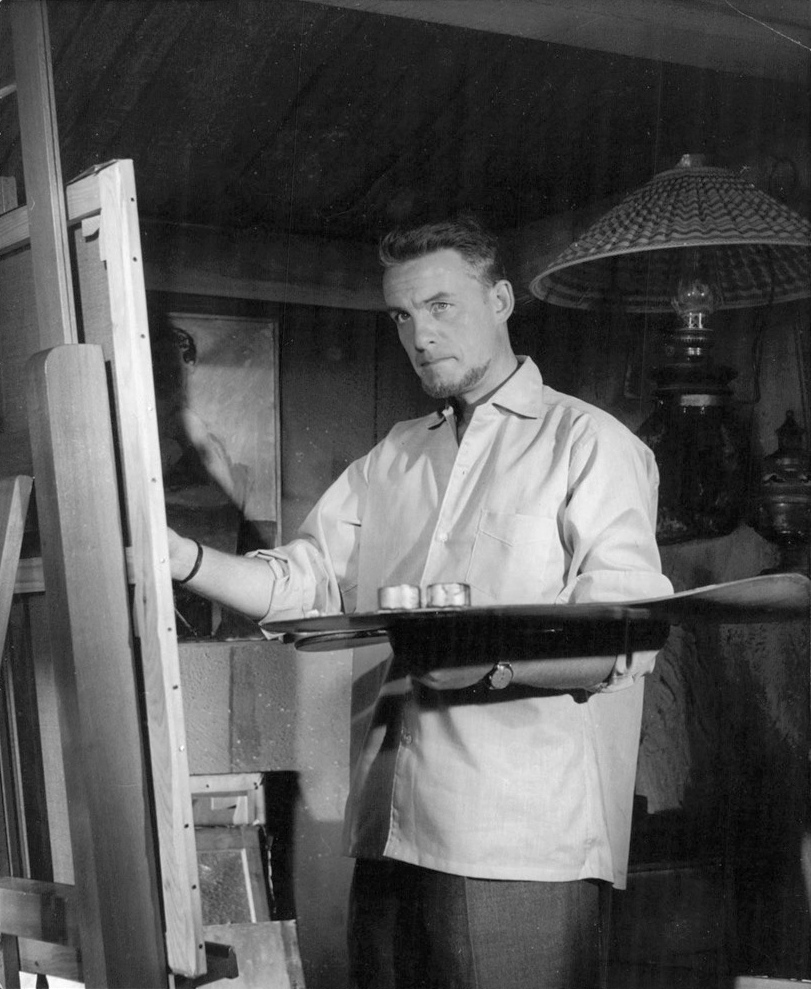
Alf Kjellin som konstnären Arne Forsman.

Sommarnöje sökes är en svensk komedifilm från 1957 i regi av Hasse Ekman. I huvudrollerna ses Eva Dahlbeck, Gunnar Björnstrand, Alf Kjellin och Bibi Andersson.

## Handling
Ingeborg Dahlström går längs Birger Jarlsgatan i Stockholm. Hon lämnar på Svenska Dagbladets depeschkontor in ett annonsmanuskript; hon söker ett sommarnöje. Senare reser Ingeborg, hennes make Gustaf och deras 17-åriga dotter Mona ut i Stockholms skärgård för att inta det sommarnöje som de fått tag i genom nämnda annons. Det visar sig dock att mannen de hyr av intresserar sig opassande mycket för Ingeborg. Men det är inte bara Ingeborg som blir uppvaktad på annat håll, det blir även Gustaf...

## Om filmen
Filmen premiärvisades den 21 december 1957 på biograf Spegeln vid Birger Jarlsgatan i Stockholm. Inspelningen av filmen skedde med ateljéfilmning i Filmstaden, Råsunda, på Birger Jarlsgatan med fler platser i Stockholm och på Torö med fler platser i Stockholms skärgård. Filmfotograf var Martin Bodin. Rollfiguren Arne Forsmans tavlor var målade av konstnären Bengt Hegethorn.
Sommarnöje sökes har visats i SVT, bland annat 1986, 1991, 1995, 2007, 2011, i mars 2020 och i januari 2022.

## Rollista
- Gunnar Björnstrand – Gustaf Dahlström, advokat
- Eva Dahlbeck – Ingeborg Dahlström, hans hustru
- Bibi Andersson – Mona Dahlström, deras dotter
- Alf Kjellin – Arne Forsman, konstnär
- Birgitte Reimer – Lizzy
- Claes-Håkan Westergren – Tom Åkermark
- Sigge Fürst – Nisse Persson
- Siv Ericks – fröken Svensson, sekreterare på advokatbyrå
- Lars Egge – Grefberg, advokat
- Naemi Briese – annonsmottagare på depeschkontor
- Carl-Gunnar Wingård – maskeradgäst
- Sif Ruud – maskeradgäst
- Mary Esphagen – tågpassagerare
- Ingvar Kjellson – röst i radioteatern
- Meta Velander – röst i radioteatern

## DVD
Filmen gavs ut på DVD 2018.